# Portugal – Der Wanderfilm
Portugal – Der Wanderfilm ist ein deutscher Dokumentarfilm der Filmemacher Silke Schranz und Christian Wüstenberg. Offizieller bundesweiter Kinostart war am 14. März 2019.

## Handlung
Eigentlich wollten die Filmemacher Silke Schranz und Christian Wüstenberg nur den Wanderweg Rota Vicentina laufen, aber aus geplanten einhundert Kilometern wurden am Ende eintausend. Die Landschaft, die Natur und die portugiesische Küste haben die beiden Filmemacher zu dieser Wanderung inspiriert. Auf dem Rücken nur 5 Kilo Gepäck und in der Hand immer die Kameras, denn die beiden wollten ihre Wanderung entlang der Küste von der Algarve über Lissabon bis hoch in den Norden nach Porto filmisch festhalten.

## Reiseroute/Etappenziele
- Sagres
- Porto Covo
- Sines
- Setúbal
- Lissabon
- Peniche
- Nazaré
- Figueira da Foz
- Aveiro
- Espinho
- Porto

## Filme von comfilm.de
- Portugals Algarve auf eigene Faust
- Die Nordsee von oben
- Die Ostsee von oben
- Neuseeland auf eigene Faust
- Australien in 100 Tagen
- Südafrika – Der Kinofilm